# Diocèse de Tapachula
Le diocèse de Tapachula (en latin : Dioecesis Tapacolensis ; en espagnol : Diócesis de Tapachula) est un diocèse de l'Église catholique du Mexique, suffragant de l'archidiocèse de Tuxtla Gutiérrez.

## Territoire

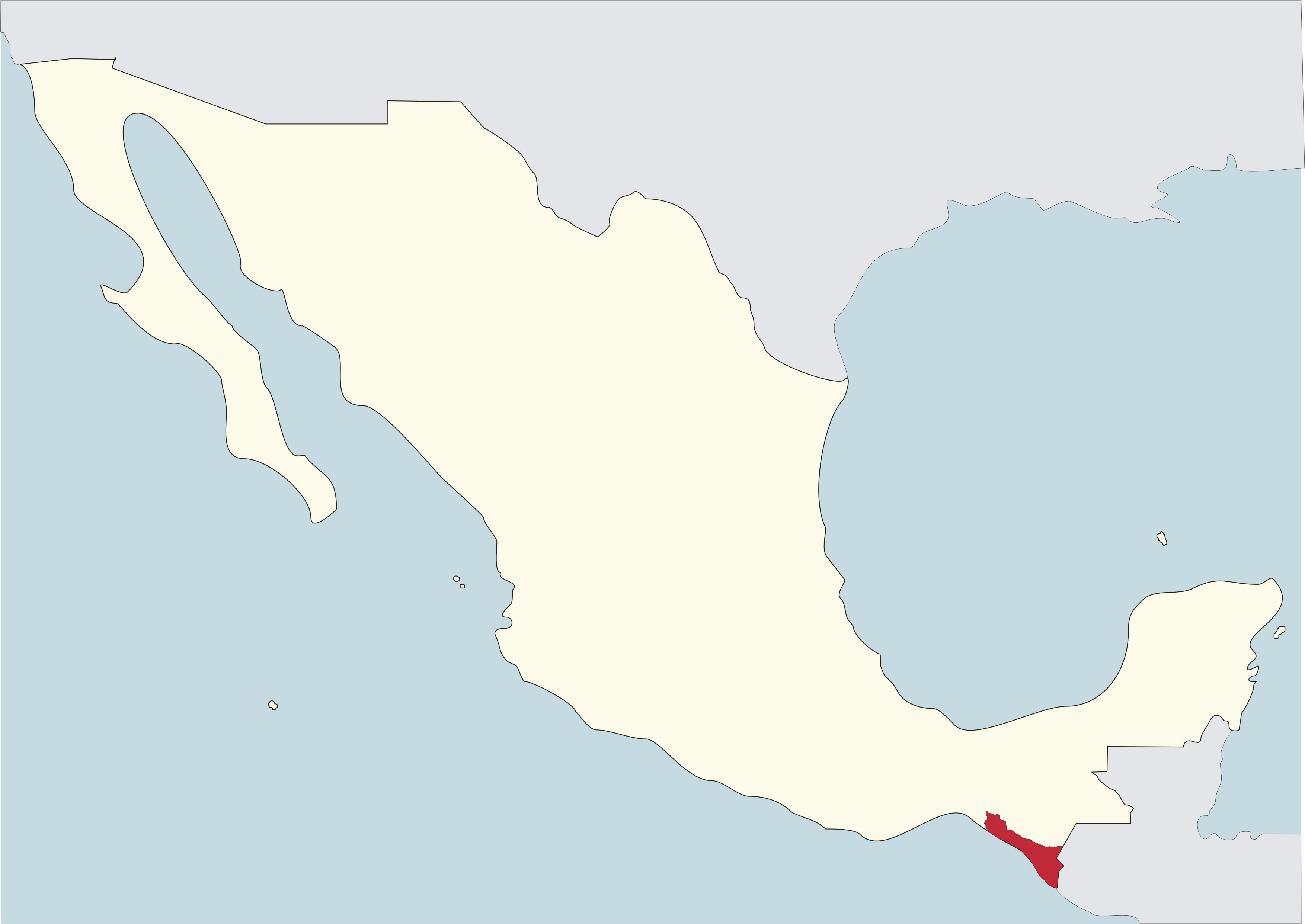
Diocèse de Tapachula en rouge sur la carte du Mexique

Il comprend les municipalités d'Acacoyagua, Acapetahua, Amatenango de la Frontera, Arriaga, Bejucal de Ocampo, Bella Vista, Cacahoatán, El Porvenir, Escuintla, Frontera Hidalgo, Huehuetán, Huixtla, La Grandeza, Mapastepec, Mazapa de Madero, Mazatán, Metapa, Motozintla, Pijijiapan, Pueblo Nuevo, Siltepec, Suchiate, Tapachula, Tonalá, Tuzantán, Tuxtla Chico et Unión Juárez de l'État de Chiapas.
Son territoire possède un territoire d'une superficie de 12 245 km2 divisé en 50 paroisses. Le siège épiscopal est dans la ville de Tapachula où se trouve la cathédrale Saint-Joseph.

## Historique
Le diocèse est érigé le 19 juin 1957 par la constitution apostolique Cum Nos in Petri du pape Pie XII en prenant une partie du territoire du diocèse de Chiapas (aujourd'hui diocèse de San Cristóbal de Las Casas).
Par la lettre apostolique Cui datum fuit du 14 avril 1959, le pape Jean XXIII confirme que saint Joseph est le patron principal du diocèse.
Il cède une portion de territoire le 27 octobre 1964 pour l'érection du diocèse de Tuxtla Gutiérrez (aujourd'hui archidiocèse).
Nommé suffragant de l'archidiocèse d'Antequera lors de sa création, il intègre la province ecclésiastique de l'archidiocèse de Tuxtla Gutiérrez le 25 novembre 2006 par la constitution apostolique Mexicani populi du pape Benoît XVI.

## Évêques
- Adolfo Hernández Hurtado (13 janvier 1958 - 6 septembre 1970), nommé évêque de Zamora
- Bartolomé Carrasco Briseño (11 juin 1971 - 11 juin 1976), nommé archevêque d'Antequera
- Juvenal Porcayo Uribe (3 juillet 1976 - 30 juin 1983)
- Luis Miguel Cantón Marín (30 mars 1984 - 10 mai 1990)
- Felipe Arizmendi Esquivel (7 février 1991 - 31 mars 2000), nommé évêque de San Cristóbal de Las Casas
- Rogelio Cabrera López (16 juillet 2001 - 11 septembre 2004), nommé évêque de Tuxtla Gutiérrez
- Leopoldo González González (9 juin 2005 - 30 juin 2017), nommé archevêque d'Acapulco, précédemment évêque titulaire de Voncaria (de)
- Jaime Calderón Calderón (7 juillet 2018  - 4 juillet 2024), nomme archevêque de León
- Luis Manuel López Alfaro (depuis le 9 avril 2025)